# Caroline Garcia
Caroline Garcia, född 16 oktober 1993 i Saint-Germain-en-Laye, är en fransk tennisspelare. Tillsammans med Kristina Mladenovic vann hon i damdubbel vid Franska öppna 2016.
Garcia vann fram till februari 2017 fem singeltävlingar (3 WTA, 2 ITF) och 11 tävlingar i dubbel (6 WTA, 5 ITF).  Fadern Louis Paul Garcia är hennes tränare.